# AhnLab
AhnLab, Inc. (주식회사 안랩 Jusik-hoesa AhnLab) ist ein südkoreanisches Softwareunternehmen und Marktführer bei Antivirenprogrammen in Südkorea.

## Unternehmen
Das Unternehmen wurde 1995 von Ahn Cheol-soo gegründet. AhnLab produziert Software, insbesondere Antivirenprogramme, Firewalls, IPS und Sicherheits-Software für Online-Spiele und Mobiles Internet. Der Firmensitz befindet sich seit 2012 in der Stadt Seongnam. AhnLab hält 65 % des Marktanteils in Südkorea. Ahn Cheol-soo trat 2005 vom Chefposten zurück und sitzt seitdem im Aufsichtsrat. CEO des Unternehmens ist heute Kim Hong-seon. Das Unternehmen ist am südkoreanischen Technologie-Börsenindex KOSDAQ gelistet. Als der Gründer und Namensgeber Ahn Cheol-soo 2012 bekanntgab bei den Präsidentschaftswahlen in Südkorea 2012 zu kandidieren, brach der Aktienkurs des Unternehmens um 15 % ein.

## Produkte
Neben dem Produkt AhnLab MDS (Malware Defense System) und AhnLab DPS sowie AhnLab TrusGuard für die Netzwerksicherheit für Unternehmen hat die Firma noch Produkte für den Endbenutzer im Programm:
- V3 Internet Security
- AhnLab Policy Center
- V3 Net for Windows Server
- AhnLab Online Security
- AhnLab TS Engine
- AhnLab Mobile Smart Defense
- V3 Mobile Security
- AhnLab EPS

## Standorte
- Südkorea: Seongnam in der Provinz Gyeonggi (Firmensitz)
- Japan: Sotokanda in Tokio
- China: Peking
- China: Shanghai[12]